# Peter Peschel
Peter Peschel (* 26. Januar 1972 in Prudnik, Polen) ist ein ehemaliger deutscher Fußballspieler.

## Karriere
Peter Peschel kam im Kindesalter von fünf Jahren als Angehöriger einer Aussiedlerfamilie in die Bundesrepublik Deutschland und wuchs in Bönen auf, wo er auch mit dem Fußballspielen begann. Von 1989 bis 2001 spielte er beim VfL Bochum in der Ersten und Zweiten Bundesliga. 2001 ging er zum MSV Duisburg, 2002 spielte er beim SSV Jahn Regensburg. 2003 ging er noch einmal zurück nach Duisburg und beendete dort mit Ablauf der Saison 2004 seine Profikarriere. In der Saison 2004/05 war er für Tennis Borussia Berlin aktiv und in der Saison 2007/08 spielte er noch für den Landesligisten SSV Mühlhausen-Uelzen an der Seite seines Neffen und späteren Bachelor Sebastian Pannek. Beide hatten maßgeblichen Anteil am Aufstieg Mühlhausens in die Westfalenliga.
Mit 18 Jahren schoss er direkt in seinem ersten Bundesligaspiel das 2:1-Siegestor gegen Borussia Mönchengladbach. Sein größter sportlicher Erfolg war das Erreichen des UEFA-Cups 1997 mit dem VfL Bochum nach einem 5. Platz in der Bundesligasaison 1996/97. Er ist bis dato der beste Torschütze der Vereinsgeschichte des VfL Bochum in der zweiten Liga. 2016 wurde er von den Fans in die Legendenelf des VfL Bochum gewählt. Seitdem hat er eine eigene Säule am Ruhrstadion.

## Nach der Karriere
Peschel besitzt die UEFA-A-Lizenz. Er betreibt seit Oktober 2012 eine Fußballschule für Kinder zwischen 6 und 12 Jahren. Standorte dieser Fußballschule sind Bochum (Soccerhalle Zoca’s) und Dortmund (Soccer City Center).

## Privates
Zurzeit lebt er mit seiner Frau Patricia und seinen drei Söhnen in Bochum. Peschel war mit der Gymnastin Magdalena Brzeska verheiratet, mit der er zwei Töchter, darunter Noemi Peschel, hat.